# Anton Frederici
Anton Friderici, född den 17 november 1642 i Hamburg, död den 15 juli 1690 i Stockholm, var en tysk läkare, verksam i Sverige. Efter medicinstudier i Leiden blev han 1665 medicine doktor och praktiserade sedan i Hamburg. År 1672 flyttade han till Sverige med sin svärfar Hauswedel och blev i Stockholm ledamot av Collegium Medicum den 3 januari 1674. Han blev livmedicus 1687, därpå arkiater och 1688 preses i Collegium Medicum.
Han avled i fläckfeber och är begravd i Solna kyrka.